# ركوب الأمواج (فلم)
ركوب الأمواج (بالإنجليزية: Surf's Up سرفز آب) هو فيلم رسوم متحركة مرسوم بواسطة الكمبيوتر رشح لجائزة أوسكار، وهو من إنتاج رسومات سوني المتحركة والأصوات من بطولة شيا لابوف، زووي داسكنال، جيف برديجيز، جون هيدير وأخرون. وهو ثاني فيلم من إنتاج رسومات سوني المتحركة بعد فيلم موسم صيد.

## وصلات خارجية
- هذه المقالة غير مرتبط بويكي بيانات
- مقالات تستعمل روابط فنية بلا صلة مع ويكي بيانات
- (بالإنجليزية) الموقع الرسمي
- (بالإنجليزية) ركوب الأمواج  في قاعدة بيانات الأفلام على الإنترنت (بالإنجليزية)
- (بالإنجليزية) ركوب الأمواج في روتن توميتوز.
- (بالإنجليزية) MSN Movies نسخة محفوظة 8 مايو 2008 على موقع واي باك مشين.
- (بالإنجليزية) Surf's Up at the 35th Annie Awards

لا توجد روابط لمواقع التواصل الاجتماعي.